# Национални универзитет у Сеулу
Национални универзитет у Сеулу (кореј. 서울대학교) је национални универзитет у Сеулу. Основан 1946. године, сматра се најпрестижнијим универзитетом у Јужној Кореји.